# Ancienne mairie de Sortavala
La mairie de Sortavala (finnois : Sortavalan raatihuone) est un bâtiment situé au centre de Sortavala en République de Carélie en Russie,,.

## Présentation
L'hôtel de ville  est conçu par Frans Anatolius Sjöström et sa construction s'achève en 1885 à Sortavala dans le grand-duché de Finlande. 
Le bâtiment en bois a été construit dans le style éclectique avec un élégant portique, un porche avec des marches en granit, une tourelle avec une girouette. 
L'hôtel de ville était le centre d'événements culturels et sociaux.
Ce bâtiment en bois a été épargné de la destruction pendant la guerre d'hiver et la guerre de continuation. 
Le drapeau finlandais a été hissé sur le mât de la mairie en signe de reconquête de la ville dans l'après-midi du 15 août 1941.
À l'époque soviétique, il y avait un comité municipal du Parti communiste de l'Union soviétique et une bibliothèque. 
En 2015, la Fondation Gogolev a conclu un accord avec la ville de Sortavala pour transférer le bâtiment à Fondation pour 50 ans. La fondation s'engage à restaurer l'édifice, qui abritera le Musée d'Architecture de Sortavala.

## Galerie

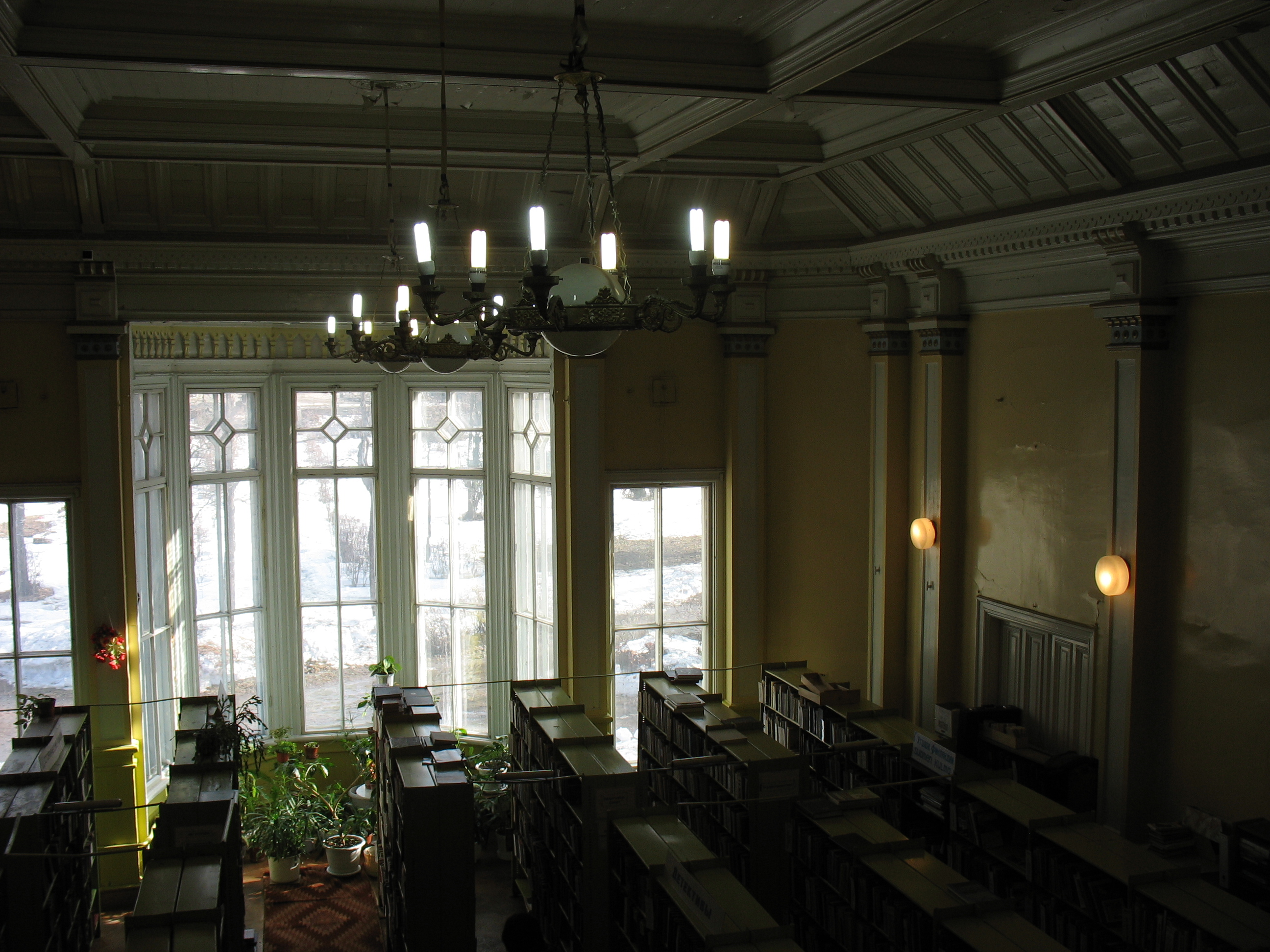
Intérieur.